# Emiliano Sala
Emiliano Raúl Sala Taffarel (Cululú, Santa Fe, 31 de octubre de 1990-canal de la Mancha, 21 de enero de 2019) fue un futbolista profesional argentino que jugaba como delantero.
Desarrolló la mayor parte de su carrera profesional en el fútbol francés; primero en el Girondins de Burdeos y finalmente, tras varias cesiones, en el FC Nantes. El 19 de enero de 2019, fue traspasado al Cardiff City de la Premier League, pero no llegó a debutar en el club galés. Viajó el 21 de enero a Nantes a despedirse de sus compañeros, y el avión que lo transportaba de regreso sufrió un accidente aéreo mientras sobrevolaba el canal de la Mancha, falleciendo en ese accidente.

## Primeros años
Nació en la localidad de Cululú en la provincia de Santa Fe, Argentina. A los tres años se fue a vivir con su familia a Progreso, muy cerca de su pueblo natal. Jugó desde los cuatro años hasta los quince en el Club Atlético y Social San Martín de esa localidad, donde fue criado y lugar de residencia de su familia. Con catorce años jugaba en la tercera división de su club, participante de la Liga Esperancina de Fútbol y afiliado a la AFA, logrando en 2005 el subcampeonato en la categoría. Su entrenador fue Carlos Piojo Zibecchi, exjugador de Estudiantes de La Plata, entre otros.
Más tarde se unió al centro de formación Proyecto Crecer Argentina del Girondins de Burdeos, ubicado en San Francisco, provincia de Córdoba. Se sumó al equipo reserva de dicho club a mediados de 2010, para continuar su entrenamiento.

## Trayectoria

### Orléans
En busca de continuidad fue cedido al US Orléans, que militaba en la Championnat National, correspondiente a la tercera división de Francia. En ese equipo jugaría la temporada 2012-13, logrando ser el goleador con 19 goles en 37 partidos.

### Niort
Después de una muy buena experiencia en el US Orléans, volvió al Girondins de Burdeos. Sin embargo, al no tener lugar en el club, nuevamente fue cedido, esta vez al Niort FC que se encontraba en la Ligue 2.
Sala anotó tres goles en el triunfo que Niort FC obtuvo como visitante de Laval FC, por 4-2, en el arranque de la 34.ª fecha del campeonato de segunda división del fútbol de Francia. El 16 de mayo, en su primera temporada, Emiliano Sala se metió en la historia del Niort FC al convertir 18 goles. Así superó el récord del brasileño Walquir Mota como máximo goleador del equipo en una temporada dentro del fútbol profesional.

### Burdeos
Después de la continuidad necesaria en otros equipos, Emiliano tuvo su primera temporada en el club que lo vio crecer. En un partido ante el Mónaco por la Ligue 1, marcó su primer gol en este equipo.

### Caen
En febrero de 2015 fue cedido al S.M. Caen de la primera división, allí convirtió 5 goles los cuales ayudaron a su equipo a permanecer en la máxima categoría del fútbol francés.   

### Nantes
Un buen semestre en el Caen sirvieron para que el Bordeaux, dueño de su pase, lo transfiera al FC Nantes por cinco temporadas. Era muy querido por la hinchada de este club al punto de aclamar su nombre en varias ocasiones durante los partidos. En la victoria 4-0 contra Toulouse, Emiliano marcó su primer triplete con el club. El delantero convirtió 12 goles en 19 fechas de la temporada 2018-19 de la Ligue 1 con el Nantes. En la tabla de goleadores, Sala se ubicaba solo dos tantos por debajo de Kylian Mbappé antes de ser transferido al Cardiff City por una cifra récord. En total alcanzó 48 goles en 130 partidos.

### Cardiff City
El 19 de enero de 2019, el Cardiff City comunicó de manera oficial su incorporación, en la compra más cara de la historia del club que milita en la Premier League de Inglaterra por 17 millones de euros, según sus dirigentes. Firmó un contrato por tres años y medio con su nuevo club, aunque no llegó a debutar por su accidente en el canal de la Mancha que le terminaría costando la vida.

## Estadísticas
- Actualizado al 16 de enero de 2019.[8]

| Equipo              | Div.                | Temporada           | Liga  | Liga  | Copas nacionales | Copas nacionales | Copas internacionales | Copas internacionales | Total | Total |
| Equipo              | Div.                | Temporada           | Part. | Goles | Part.            | Goles            | Part.                 | Goles                 | Part. | Goles |
| ------------------- | ------------------- | ------------------- | ----- | ----- | ---------------- | ---------------- | --------------------- | --------------------- | ----- | ----- |
| Orléans Francia     | 3.ª                 | 2012-13             | 37    | 19    | -                | -                | -                     | -                     | 37    | 19    |
| Orléans Francia     | Total               | Total               | 37    | 19    | -                | -                | -                     | -                     | 37    | 19    |
| Niort Francia       | 2.ª                 | 2013-14             | 37    | 18    | 3                | 2                | -                     | -                     | 40    | 20    |
| Niort Francia       | Total               | Total               | 37    | 18    | 3                | 2                | -                     | -                     | 40    | 20    |
| Burdeos Francia     | 1.ª                 | 2014                | 12    | 1     | 1                | 0                | -                     | -                     | 13    | 1     |
| Burdeos Francia     | Total               | Total               | 12    | 1     | 1                | 0                | -                     | -                     | 13    | 1     |
| Caen Francia        | 1.ª                 | 2015                | 13    | 5     | -                | -                | -                     | -                     | 13    | 5     |
| Caen Francia        | Total               | Total               | 13    | 5     | -                | -                | -                     | -                     | 13    | 5     |
| Nantes Francia      | 1.ª                 | 2015-16             | 31    | 6     | 4                | 0                | -                     | -                     | 35    | 6     |
| Nantes Francia      | 1.ª                 | 2016-17             | 34    | 12    | 5                | 3                | -                     | -                     | 39    | 15    |
| Nantes Francia      | 1.ª                 | 2017-18             | 36    | 12    | 2                | 2                | -                     | -                     | 38    | 14    |
| Nantes Francia      | 1.ª                 | 2018-19             | 19    | 12    | 2                | 1                | -                     | -                     | 21    | 13    |
| Nantes Francia      | Total               | Total               | 120   | 42    | 13               | 6                | -                     | -                     | 133   | 48    |
| Total en su carrera | Total en su carrera | Total en su carrera | 219   | 85    | 17               | 8                | -                     | -                     | 236   | 93    |

### Anotaciones destacadas
| Lista de partidos en los que anotó tres o más goles | Lista de partidos en los que anotó tres o más goles | Lista de partidos en los que anotó tres o más goles | Lista de partidos en los que anotó tres o más goles | Lista de partidos en los que anotó tres o más goles | Lista de partidos en los que anotó tres o más goles | Lista de partidos en los que anotó tres o más goles |
| N.º                                                 | Fecha                                               | Estadio                                             | Partido                                             | Goles                                               | Resultado                                           | Competición                                         |
| --------------------------------------------------- | --------------------------------------------------- | --------------------------------------------------- | --------------------------------------------------- | --------------------------------------------------- | --------------------------------------------------- | --------------------------------------------------- |
| 1                                                   | 25 de abril de 2014                                 | Francis Le Basser, Laval                            | Laval - Niort                                       | Gol · Gol · Gol                                     | 2 - 4                                               | Ligue 2                                             |
| 2                                                   | 20 de octubre de 2018                               | de la Beaujoire, Nantes                             | Nantes - Toulouse                                   | Gol · Gol · Gol                                     | 4 - 0                                               | Ligue 1                                             |

## Desaparición y fallecimiento

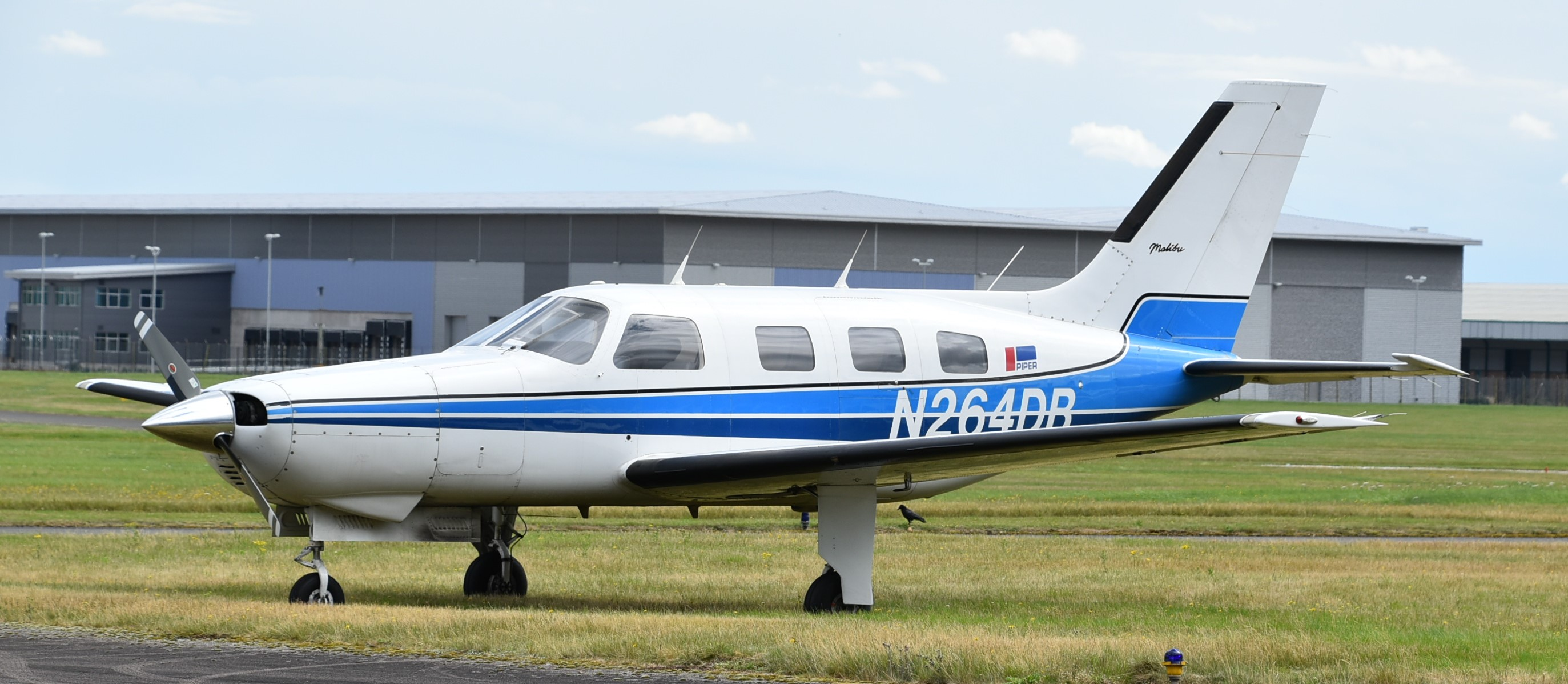
El avión accidentado en 2019

El delantero argentino, tras firmar el contrato con el Cardiff City, había regresado a Nantes el lunes 21 de enero de 2019 para acudir a La Jonelière y despedirse de sus compañeros. Al regresar por la noche, el avión privado en el que viajaba el goleador (un Piper PA-46 Malibu) despegó del Aeropuerto de Nantes Atlantique a las 19:15 hora local, con destino al Aeropuerto Internacional de Cardiff, pero desapareció de los radares a las 20:30 cuando solicitó bajar a 5000 pies de altura (1500 metros) mientras volaba sobre el canal de la Mancha. En el momento de la desaparición el avión estaba a 2300 pies de altura (700 metros), cerca de Guernsey.
Un mensaje de audio enviado por Sala a sus amigos a través de WhatsApp desde el avión fue publicado por Olé, donde dice: 

Hola hermanitos, ¿cómo andan loquitos locos? Hermano, estoy muerto. Estuve acá en Nantes, eeehhh... haciendo cosas y cosas y cosas y cosas y cosas y cosas y no termina más no termina más no termina más no termina más... Así que nada, muchachos. Estoy acá arriba del avión, que, parece que se está por caer a pedazos. Y me estoy yendo para Cardiff loco que, mañana sí, ya arrancamos. A la tarde arrancamos a entrenar muchachos, en el nuevo equipo, a ver qué pasa... Así que ¿cómo andan ustedes hermanitos todo bien? Si en una hora y media no tienen novedades mías... no sé si van a mandar a alguien a buscarme porque no me van a encontrar pero, ya lo saben. Papá, qué miedo que tengo.
Emiliano Sala, justo después de montarse en el avión rumbo a Cardiff.

Especialistas en aviación comentaron que dicha travesía implicaba un riesgo demasiado grande para el piloto, David Ibbotson, y la aeronave en cuestión, por el posible engelamiento de las alas o el motor en esas circunstancias.
El avión estaba a unas 15 nm (27 km) al norte de Guernsey al momento de su desaparición, por lo que desde un primer momento se estimó que había caído al agua, pero las búsquedas inmediatas realizadas por la guardia costera de Guernsey, asistida por las de Solent y Newquay, resultaron infructuosas. Las fuerzas encargadas de la investigación decidieron ponerle entonces punto final al rastrillaje luego de cuatro días sin pistas del avión que trasladaba a Sala: "Las posibilidades de supervivencia son extremadamente remotas, los familiares ya han sido informados", aseguraron.
Cancelada la búsqueda de la policía inglesa, el mundo del fútbol decidió no bajar los brazos y comenzó una iniciativa privada  que hizo reanudar las acciones, pero esta vez a cargo de un equipo contratado por familiares, amigos y futbolistas. El aporte llegó mediante la plataforma gofundme.com y recaudó cientos de miles de libras, empujada por el entorno de Sala, en el mismo día en el que se conoció que Cardiff decidió congelar el pago de la transferencia y estudiaba iniciar acciones legales, según información de The Telegraph. Los mayores aportantes fueron Kylian Mbappé, Adrien Rabiot, la agencia Sport Cover, Dimitri Payet y un usuario desconocido. Además, el Sindicato de Futbolistas Profesionales de Francia (UNFP) donó otros 5000 euros y la FIFPro (Federación Internacional de Futbolistas Profesionales), la misma cifra. Lucas Ocampos, jugador del Club de Fútbol Monterrey, con 5000 libras aportadas, fue el argentino que más aportó a la búsqueda privada. 

### Aparición de los restos del avión
Las autoridades británicas informaron el 3 de febrero que encontraron, en el fondo del canal de la Mancha, restos del avión en el que viajaba el futbolista argentino Emiliano Sala. 
El buque Morven encontró restos de la aeronave, hundidos a 67 metros (200 pies) de profundidad y a cuarenta kilómetros de la isla de Guernsey, en las cercanías del faro de Casquets, sitio donde tuvo por última vez contacto con el radar antes de desaparecer. Mediante un robot sumergible se identificó el número de registro. Luego fue despachada la nave Geo Ocean III por la Air Accidents Investigation Branch (AAIB), agencia que confirmó que pudieron sacar un cuerpo hallado dentro del avión y que las condiciones meteorológicas impedían cualquier intento por sacar el Piper PA-46 Malibu completo.
205 días después de iniciado el expediente por el accidente, se conoció un informe con reveladores detalles sobre la exhaustiva investigación que realizó el organismo británico: el ingreso de monóxido de carbono a la cabina podría haber afectado la salud del deportista y el piloto en pleno vuelo. "Las pruebas de toxicología encontraron que el pasajero tenía un alto nivel de saturación de COHb (el producto combinado de monóxido de carbono y hemoglobina). Se considera probable que el piloto también hubiera estado expuesto al monóxido de carbono", agregaron sobre el tema que acaparó la totalidad de lo publicado.

### Fallecimiento
El 7 de febrero de 2019, el equipo forense que trabajó sobre el cuerpo que fue hallado en la aeronave en la que viajaba el jugador, confirmó que correspondía al del futbolista argentino. El 11 de febrero de 2019, se reveló que falleció por traumatismos en la cabeza y tronco, producto del accidente aéreo.

### Litigio por su pase
El 30 de septiembre de 2019, la FIFA decidió que el Cardiff debería pagar 6 millones de euros al Nantes por el traspaso de Sala. Tras la desaparición del jugador de 28 años, el club británico había decidido no pagar los primeros 6 millones del monto total del fichaje, que había sido validado por las autoridades del fútbol antes del accidente. Nantes denunció el caso ante la FIFA en febrero, con el objetivo de cobrar la totalidad de lo acordado. A finales de agosto de 2019, la FIFA envió un correo a los dos clubes en los que instaba a una conciliación para el pago del traspaso del futbolista argentino. Al no haber llegado los dos clubes a un acuerdo, el caso pasó a la Comisión del Estatuto del Jugador, que decidió finalmente ordenarle a Cardiff que le pague al Nantes de Francia 6 de los 17 millones de euros que se habían convenido por el traspaso del jugador argentino. En sus deliberaciones, se tuvo en cuenta "las circunstancias trágicas y singulares que rodean el litigio (...)", según precisó la FIFA en su comunicado. La Comisión no reclamó a las partes los gastos por el proceso.
Ambos clubes se encontraban en condiciones de apelar esta decisión de la máxima instancia futbolística ante el Tribunal Arbitral del Deporte (TAS), con sede en Lausana, Suiza.

### Informe Final
Los especialistas de la Air Accidents Investigation Branch (AAIB, por sus siglas en inglés) del Reino Unido, publicaron el 13 de marzo de 2020 el resultado final de su reporte acerca del avión que se estrelló.
La investigación indica tres factores causales que provocaron el desastre aéreo:
- Pérdida de control durante un giro manual, "que probablemente se inició para permanecer o recuperar las condiciones meteorológicas visuales.
- La aeronave sufrió una ruptura en vuelo "mientras el piloto maniobraba a una velocidad aerodinámica significativamente superior a su velocidad de maniobra de diseño", dice el documento.
- Presencia de monóxido de carbono.

Asimismo, el vuelo no se realizó de acuerdo con las normas de seguridad aplicables a las operaciones comerciales, operando bajo las reglas de vuelo visual (VFR) durante la noche en condiciones climáticas adversas, a pesar de que el piloto no tenía entrenamiento en vuelo nocturno y carecía de práctica reciente en vuelo por instrumentos.

### Homenajes
Nantes rindió un emotivo homenaje a Emiliano Sala en el Stade de la Beaujoire, el miércoles 30 de enero de 2019, en partido aplazado de la Ligue 1 contra el Saint Étienne, el primer partido que Les Canaris disputaron tras la desaparición del goleador argentino en el canal de la Mancha.
El estadio presentó un enorme mosaico con cartulinas en las que se podía leer Sala en color verde sobre un fondo amarillo, los colores del Nantes. En uno de los fondos, las cartulinas azules y blancas representaban la bandera de Argentina. Se detuvo el encuentro en el minuto 9 (por el número de la camiseta de Sala) generándose una ovación en el público asistente. Vahid Halilhodžić, entrenador del Nantes y muy importante en la carrera de Emiliano Sala, el que lo respaldó cuando las conquistas no afloraban y era resistido, no pudo contener la emoción y rompió en llanto.
El mismo día que se confirmó que el cuerpo encontrado correspondía al jugador argentino, Nantes decidió retirar la camiseta número 9 que usaba Sala en su honor.
También San Martín de Progreso, el club en donde hizo las inferiores en Argentina, nombró a su estadio "Emiliano Raúl Sala" en homenaje. La Liga Esperancina de Fútbol nombró a su temporada de 2019 en todas las divisiones Campeonato Emiliano Sala. El Club Recreativo Las Petacas, institución donde Emiliano tuvo su debut en primera división, también le adjudicó su nombre a su estadio de fútbol. A la inauguración del mismo asistieron familiares, excompañeros y amigos.
Al cumplirse un año de su muerte en un accidente aéreo, Nantes utilizó una camiseta con los colores de Argentina en el encuentro ante el Girondins de Burdeos. "La edición será limitada (800 unidades) y todos los beneficios de las ventas de esta camiseta se asignarán a los clubes argentinos formativos de Emiliano", señaló el FC Nantes.